# Laura Minguell
Laura Minguell (Barcelona, 6 de noviembre de 1991) es una actriz y bailarina española conocida por interpretar el papel de Marta Solozábal en las series de televisión El secreto de Puente Viejo (2019-2020), durante la última temporada de la serie de Antena 3.

## Biografía
Laura Minguell nació el 6 de noviembre de 1991 en Barcelona (España), desde niña ha cultivado la pasión por la danza y la actuación.

## Carrera
Laura Minguell empezó a seguir la danza en las disciplinas de ballet, danza moderna, hip-hop, danza del vientre y flamenco. De 2005 a 2010 estudió en el Ball i Dansa de Cardedeu, Escola Eulàlia Blasi. Desde 2012 ha obtenido un diploma en Interpretación para cine y televisión. En 2013 asistió al curso de formación de actores y al curso de estructura dramática con Raquel Pérez. De 2013 a 2015 asistió al curso regular de interpretación con Juan Codina.
En 2009 interpretó el papel de Dancer en la serie Raveena: Mr. DJ.
En 2013 protagonizó la caricatura Wrong Way. Posteriormente, en 2014 protagonizó la caricatura El síndrome de Darwin dirigida por José Gasser. Aún en el mismo año protagoniza la película de carreta Mosaico, dirigida por Mily H. Alarcón. Al año siguiente, en 2015, protagonizó los dibujos animados Contención, dirigida por Sonia Almarcha.
En 2015 interpretó el papel de Sara en la película Pixeles dirigida por Jordi Núñez. En el mismo año protagonizó la serie Centro médico. Al año siguiente en 2016 protagonizó la serie La Riera y El Caso: Crónica de sucesos donde ocupó el papel de Rosita. En 2017 protagonizó la caricatura Nomofobia dirigida por Guillermo Florence. En el mismo año protagonizó la película #Amornotellameamor.
En el 2018 interpretó el papel de Daniela en la serie La que se avecina. En el 2019 interpretó el papel de Julia Salvat en la serie Argentina, tierra de amor y venganza.
Su mayor éxito llega en 2019 y 2020 donde interpretó el papel de Marta Solozábal en la telenovela El secreto de Puente Viejo.
En 2020 protagonizó la serie El tiempo que te doy. En el mismo año interpretó el papel de Ana en la telenovela Mercado central.
En 2021 protagonizó la serie The Time of Takes. Ese mismo año protagoniza la película Un novio para mi mujer dirigida por Laura Mañá.

### Idiomas
Laura Minguell habla con fluidez español, catalán, francés e inglés.

## Filmografía

### Cine
| Año  | Título                 | Director           |
| ---- | ---------------------- | ------------------ |
| 2013 | Wrong Way              |                    |
| 2014 | El síndrome de Darwin  | José Gasser        |
| 2014 | Mosaico                | Mily H. Alarcón    |
| 2015 | Contención             | Sonia Almarcha     |
| 2015 | Pixeles                | Jordi Núñez        |
| 2017 | Nomofobia              | Guillermo Florence |
| 2017 | #Amornotellameamor     | Juan Codina        |
| 2021 | Un novio para mi mujer | Laura Mañá         |

### Televisión
| Año       | Título                               | Rol             | Notas         |
| --------- | ------------------------------------ | --------------- | ------------- |
| 2009      | Raveena: Mr. DJ                      | Dancer          | serie TV      |
| 2015      | Centro médico                        |                 | 1 episodio    |
| 2016      | La Riera                             | serie TV        |               |
| 2016      | El Caso: Crónica de sucesos          | Rosita          | 1 episodio    |
| 2018      | La que se avecina                    | Daniela         | 2 episodios   |
| 2019      | Argentina, tierra de amor y venganza | Julia Salvat    | 1 episodio    |
| 2019-2020 | El secreto de Puente Viejo           | Marta Solozábal | 164 episodios |
| 2020      | El tiempo que te doy                 |                 |               |
| 2020      | Mercado central                      | Ana             | 6 episodios   |
| 2021      | The Time of Takes                    |                 | 1 episodio    |
| 2023      | Mía es la venganza                   | Nora            | 4 episodios   |

## Teatro
| Año  | Título                | Director      |
| ---- | --------------------- | ------------- |
| 2013 | Relaciones "la serie" | Chos Corzo    |
| 2015 | Dining Room           | Fernando Soto |

## Formación
- Danza (danza clásica, danza moderna, hip-hop, danza del vientre, flamenco), en el Ball i Dansa de Cardedeu, Escola Eulàlia Blas (2005-2010)
- Diplomado en Interpretación para Cine y Televisión, Cine Central (2012-2014)
- Curso de formación para actores, estudio Corazza (2013)
- Curso de estructura dramática con Raquel Pérez (2013)
- Curso regular de interpretación con Juan Codina (2013-2015)
- Formación actoral con Juan Codina (2015)
- Pasantía de actuación con Andoni Larrabeiti, la joven empresa (2016-2017)
- "Lo que el actor esconde" con Fernando Soto, actores madrileños (2018)